# 珍妮·赫布特尼

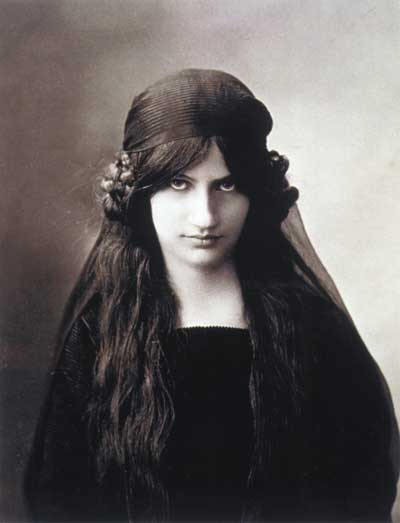
珍妮·赫布特尼

珍妮·赫布特尼（法語：Jeanne Hébuterne，發音：[ʒan ebytɛʁn]；1898年4月6日—1920年1月25日；又譯耶布特奴），法國藝術家。她是藝術家亞美迪歐·莫迪里安尼的事實婚姻妻子。

## 早年
赫布特尼出生於巴黎的一戶天主教家庭，父親卡西米爾·赫布特尼在樂蓬馬歇百貨公司工作。珍妮外貌出眾，曾被作家查爾斯-艾伯特·西格里納（1883年－1954年）形容是優雅、羞赧、纖弱而安靜的女子。她在弟弟安德烈的引見下，進入蒙帕那斯區的藝術家社區，認識了許多當時仍窮困潦倒的藝術家，並為藤田嗣治擔任模特兒。然而，她始終懷抱對藝術的熱情和繪畫天分，最後選擇進入柯拉羅西藝術學校就讀。1917年春季，她在雕塑家莎娜·奧洛夫（1888年－1968年）的介紹下，認識了亞美迪歐·莫迪里安尼。兩人很快的墜入愛河；不久後，赫布特尼便在家人的強烈反對下，開始和莫迪里安尼同居。

## 莫迪里安尼

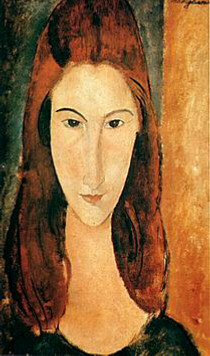
赫布特尼，莫迪里安尼繪，1919年

自相戀後，赫布特尼便成為莫迪里安尼的繪畫靈感和主題。1918年秋季，兩人搬往蔚藍海岸地區、氣候溫暖的尼斯，期待能向在當地過冬的藝術鑑賞家賣出畫作，提高莫迪里安尼的聲望。11月29日，他們的大女兒在尼斯出生。翌年春天，他們返回巴黎，珍妮再度懷孕。與此同時，莫迪里安尼卻患上結核性腦膜炎，伴隨著因藥物濫用而起的併發症，摧殘他所剩無幾的精力，健康狀態每況愈下。
莫迪里安尼於1920年1月24日病逝。赫布特尼的家人隨後將她接回家中，然而，傷心欲絕的珍妮在葬禮翌日選擇從五樓公寓的窗戶一躍而下，結束她和她腹中嬰兒的生命。她的家人將她葬於巴紐公墓，並把珍妮的死歸咎於莫迪里安尼。近十年後，赫布特尼家族終於答應將珍妮的遺體遷往拉雪茲神父公墓，安葬在莫迪里安尼的墓旁。她的墓誌銘寫道：「珍妮·赫布特尼（……）為伴侶長眠。」
他們的大女兒珍妮·莫迪里安尼（1918年－1984年）由莫迪里安尼定居在義大利佛羅倫斯的姊姊收養，成長過程中對她父母的經歷幾乎一無所知，直到成年後才投身研究他們的生平。1958年，她在美國出版她父親的英語傳記，名為《莫迪里安尼：人與神話》（ISBN 1199156981）。

## 遺產
藝術學者在珍妮逝世後，花了超過三十年的時間，終於說服赫布特尼家族向公眾開放珍妮·赫布特尼畫作的使用權。2000年10月，她的作品在義大利威尼斯隨喬治歐·辛尼基金會舉行的莫迪里安尼展覽展出。

## 藝術作品

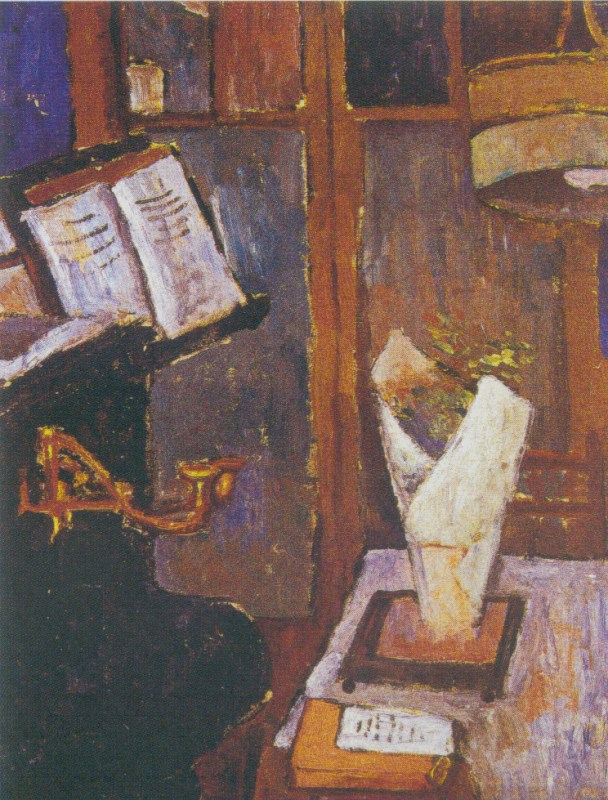
《靜物》
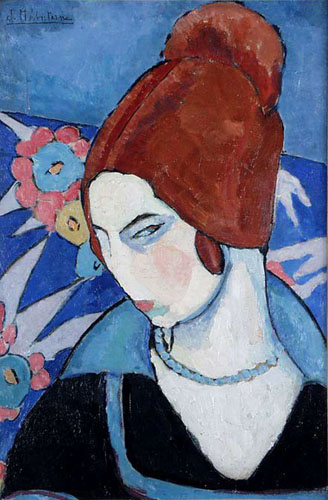
《死亡》，1919年
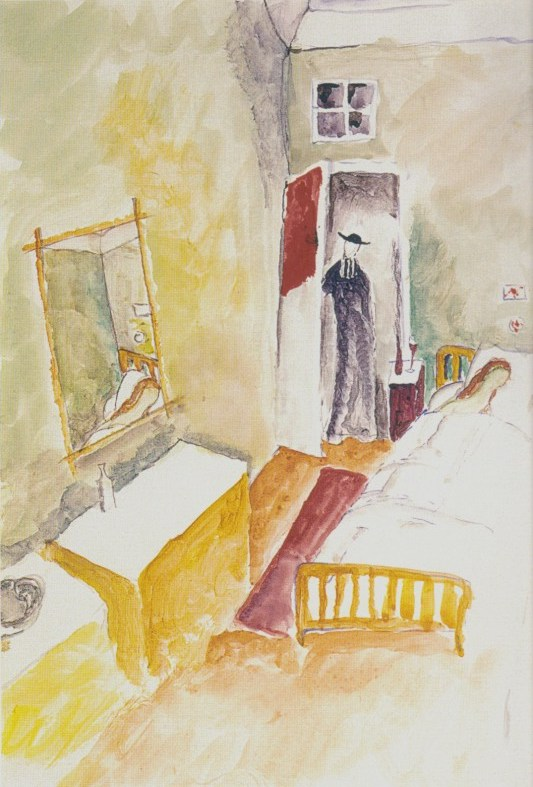
《莫迪里安尼肖像》，1919年
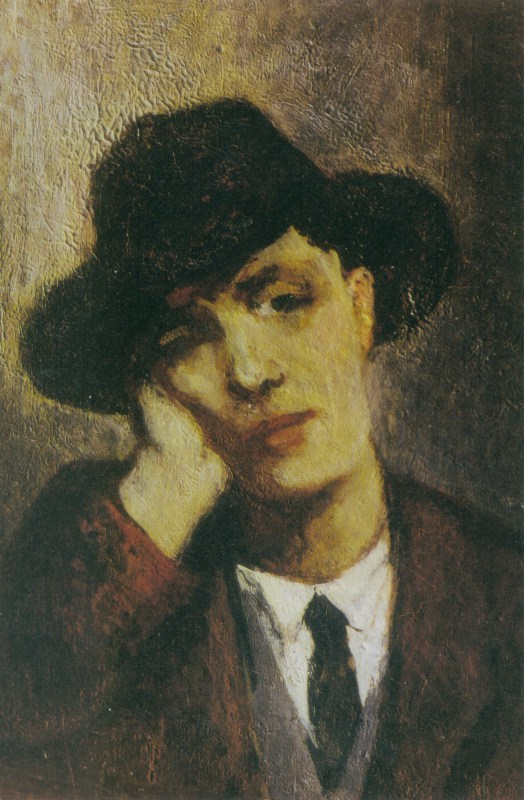
《自殺》，1920年
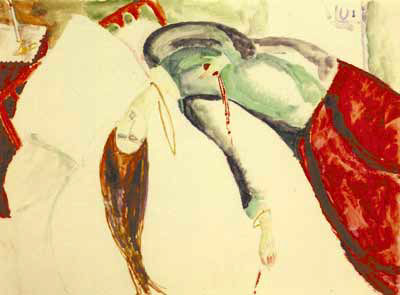
《自殺》，1920年

### 莫迪里安尼的珍妮肖像

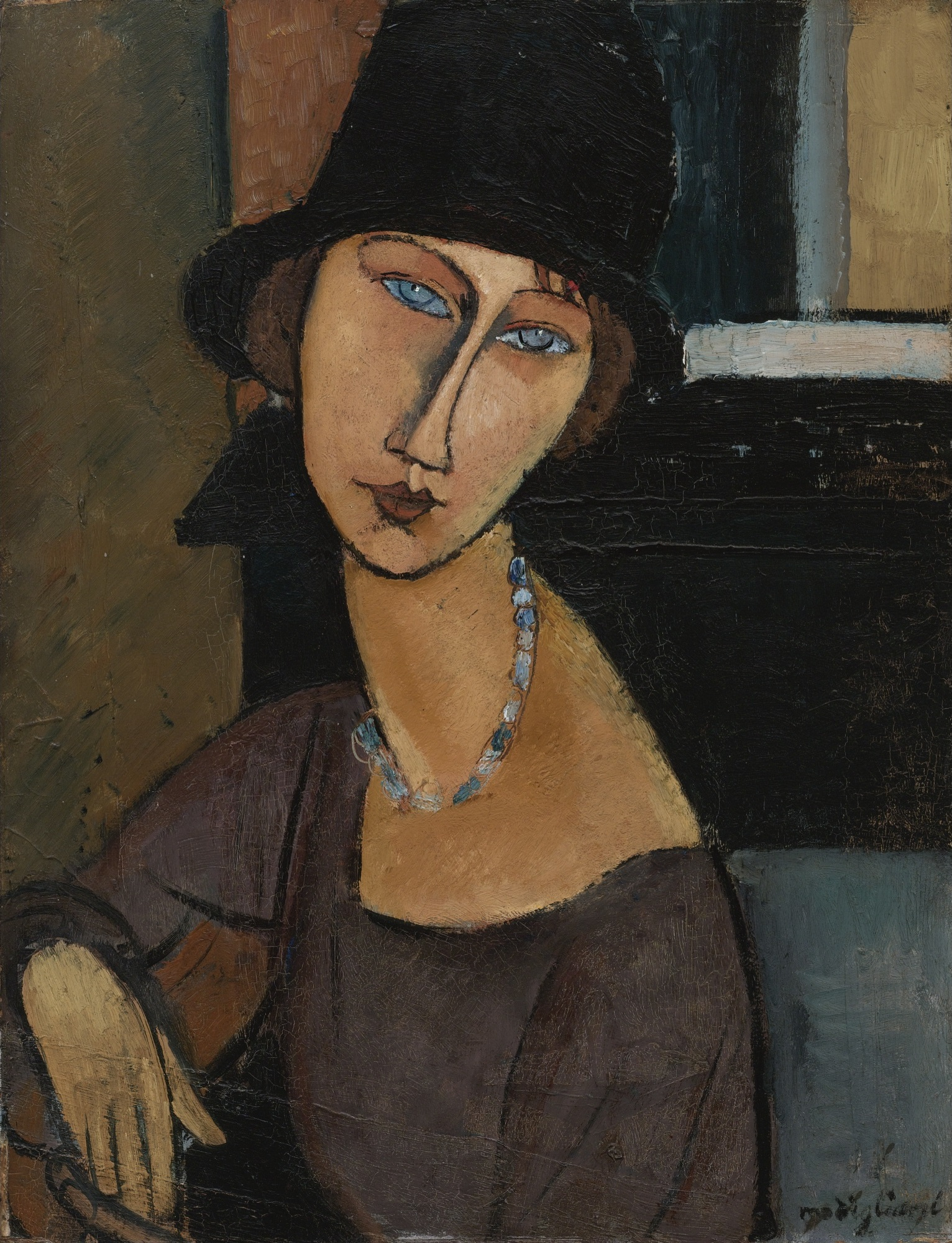
《戴帽子的珍妮》，1917年
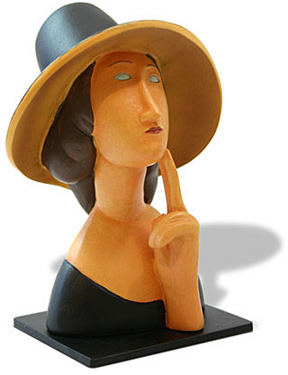
《珍妮·赫布特尼》，彩繪雕塑，1918年
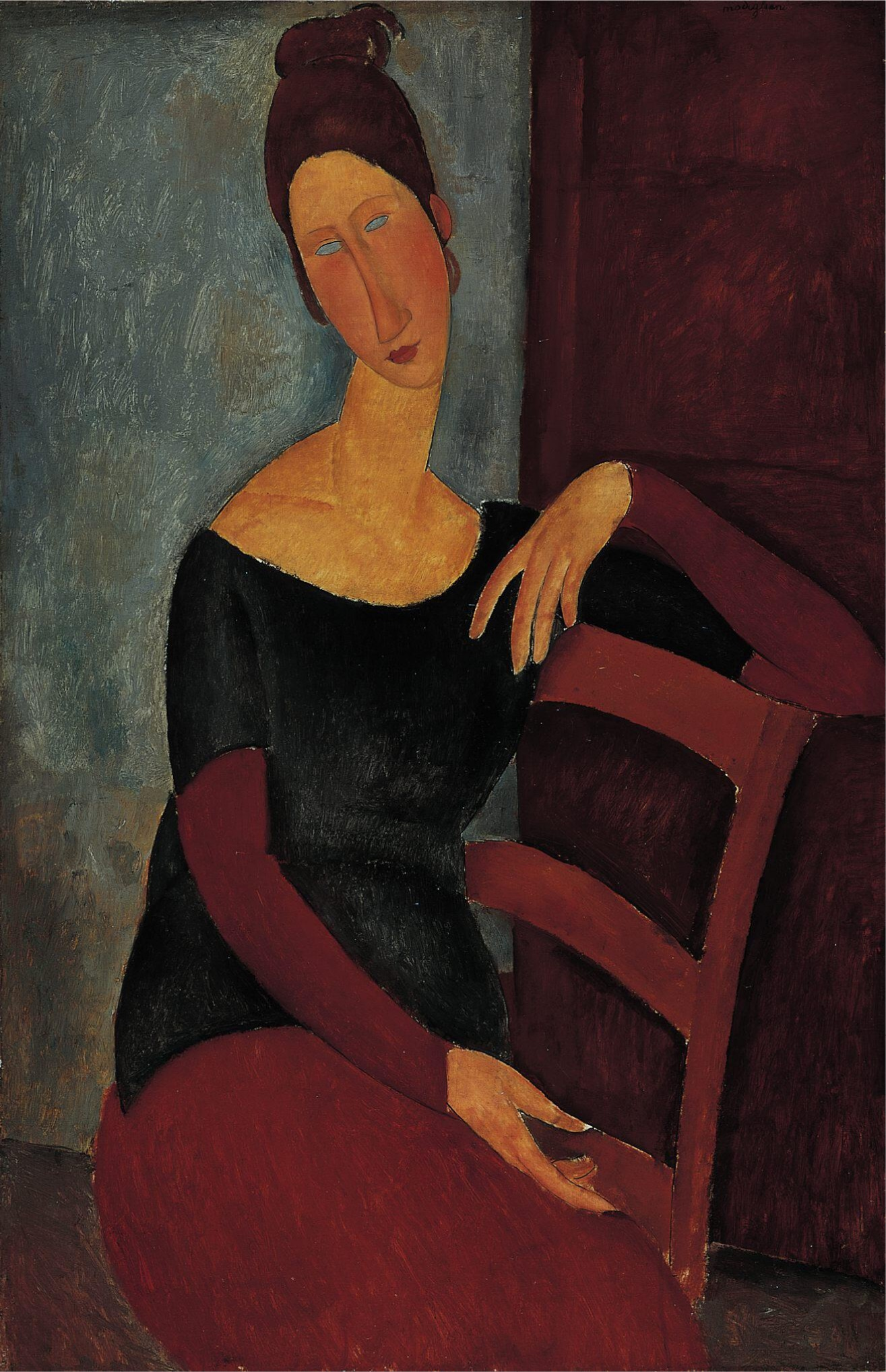
《珍妮·赫布特尼肖像》，1918年
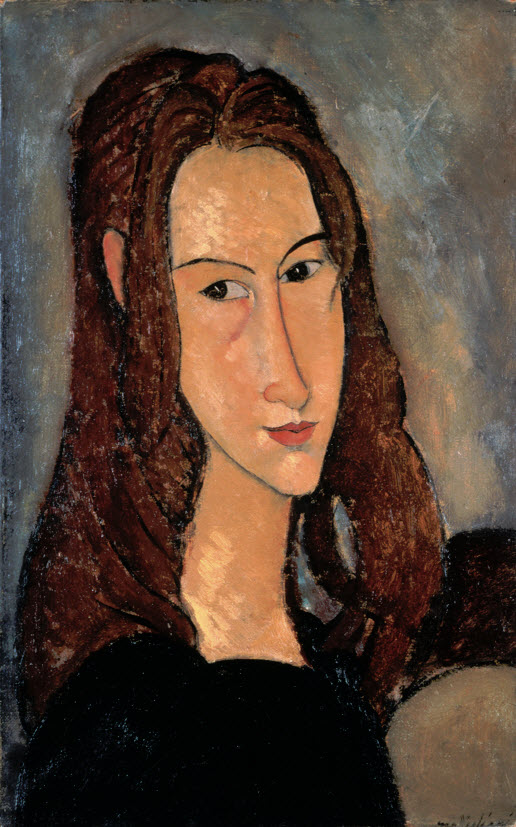
《珍妮·赫布特尼肖像》，1918年
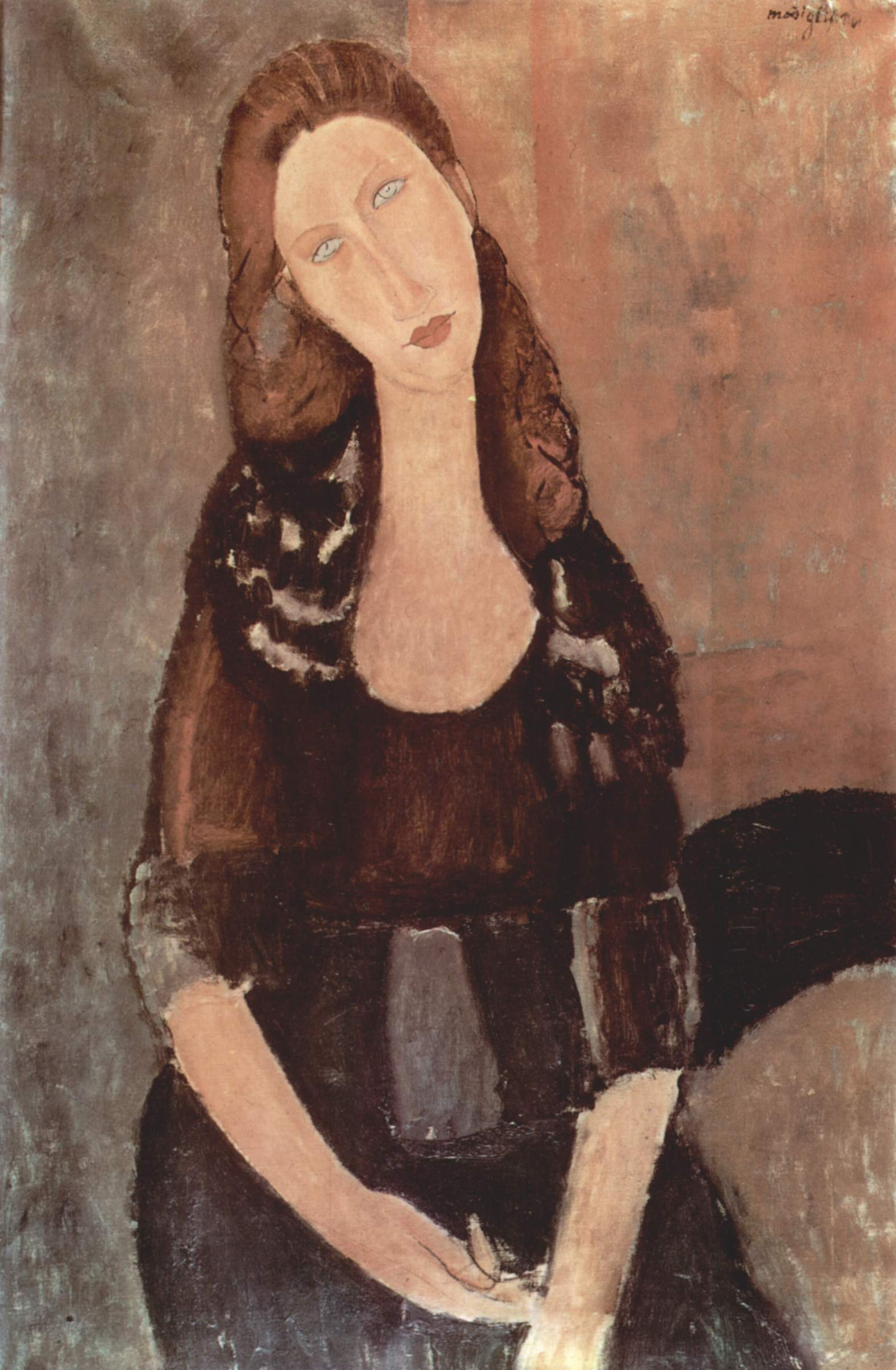
《珍妮·赫布特尼》，1918年

## 外部連結
- （法文）珍妮·赫布特尼，盧撒德藝廊（Galerie ROUSSARD）。